# Langwieden
Langwieden é um município da Alemanha localizado no distrito de Kaiserslautern, estado da Renânia-Palatinado.
Pertence ao Verbandsgemeinde de Bruchmühlbach-Miesau.